# Kwas karbaminowy
Kwas karbaminowy, H
2N−COOH – nietrwały organiczny związek chemiczny. Może być związkiem przejściowym w reakcji amoniaku oraz dwutlenku węgla:
NH
3 + CO
2 ⇄ H
2N−COOH
Nie udaje się go jednak wydzielić, gdyż łatwo rozpada się do w miarę trwałego w środowisku bezwodnym karbaminianu amonu oraz dwutlenku węgla:
2H
2N−COOH → H
2N−COONH
4 + CO
2
Tworzy umiarkowanie trwałe sole – karbaminiany. Z alkoholami tworzy trwałe estry zwane uretanami.